# Rubidi hydroxide
Rubidi(I) hydroxide là một hợp chất hoá học với công thức là RbOH là loại hóa chất mạnh và kiềm được tạo thành bởi một ion rubidi và một ion hydroxide.
Rubidi hydroxide không xuất hiện trong tự nhiên. Tuy nhiên, nó có thể điều chế bằng cách tổng hợp từ rubidi oxide. Ngoài ra, rubidi hydroxide còn có thể được bán thương mại dưới dạng dung dịch.
Rubidi hydroxide có tính ăn mòn cao, do đó cần phải có quần áo bảo hộ, găng tay và mặt nạ bảo hộ thích hợp khi sử dụng, tiếp xúc với chất này.

## Điều chế
Rubidi hydroxide có thể được tổng hợp từ rubidi oxide bằng cách cho Rb2O (s) vào nước:
Rb2O + H2O → 2 RbOH
Rubidi hydroxide cũng có sẵn trên thị trường với một số lượng nhất định từ các nhà cung cấp hoá chất dưới dạng dung dịch khoảng 50% hoặc 99% với khối lượng mỗi gói 5 g.

## Sử dụng
Rubidi hydroxide hiếm khi được sử dụng trong các quy trình công nghiệp bởi vì kali hydroxide và natri hydroxide có thể thay thế hầu hết tất cả các loại rubidi hydroxide dùng trong công nghiệp vì kali hydroxide và natri hydroxide an toàn hơn.
Rubidi hydroxide được sử dụng trong các nghiên cứu khoa học. Nó thường ít được sử dụng để tránh lãng phí vì nguyên liệu điều chế ra là rubidi rất đắt tiền. Nó được sử dụng để làm cho pháo hoa có màu tím thay cho rubidi nguyên chất.
Mặc dù rubidi hydroxide hiếm khi được sử dụng trong các quy trình công nghiệp thông thường, điều đáng chú ý là nó tổng hợp gần như tất cả các hợp chất rubidi mà rubidi hydroxide làm chất trung gian.

## Nguy hiểm
Rubidi hydroxide là một hợp chất ăn mòn gây ra các vết bỏng ngay lập tức trên da khi tiếp xúc. Phải thật cẩn thận khi tiến hành xử lý hóa chất này.
Trong phòng thí nghiệm, những người xử lí nên mặc quần áo bảo vệ, găng tay và mặt nạ bảo vệ mắt được làm từ vật liệu chịu kiềm để tránh gây tổn thương do vô tình rò rỉ của rubidi hydroxide có thể dính trên da người.
Sự pha loãng dung dịch kiềm mạnh này phải được thực hiện bằng cách thêm hoá chất một cách từ từ vào cốc nước.
Ngoài ra, các thí nghiệm hóa học có sử dụng hợp chất này phải được thực hiện thật cẩn thận để ngăn chặn lượng nhiệt lớn được giải phóng trong các phản ứng tỏa nhiệt.